# Brouch
Brouch är en ort i Luxemburg.   Den ligger i distriktet Luxemburg, i den centrala delen av landet, 16 kilometer nordväst om huvudstaden Luxemburg. Brouch ligger 307 meter över havet och antalet invånare är 676.
Terrängen runt Brouch är platt åt nordväst, men åt sydost är den kuperad.  Runt Brouch är det tätbefolkat, med 550 invånare per kvadratkilometer.. Närmaste större samhälle är Luxemburg, 15,8 kilometer sydost om Brouch. 
Trakten runt Brouch består till största delen av jordbruksmark.